# Sören Häggroth (född 1952)
Sören Ingemar Häggroth, född 1 maj 1952 i Jukkasjärvi församling i Norrbottens län, är en svensk folkhögskolelärare och politiker (socialdemokrat). Han var riksdagsledamot 1982–1985, invald i Norrbottens läns valkrets.
Häggroth har också varit föreståndare för Folkets Hus i Kiruna.